# Chaisang

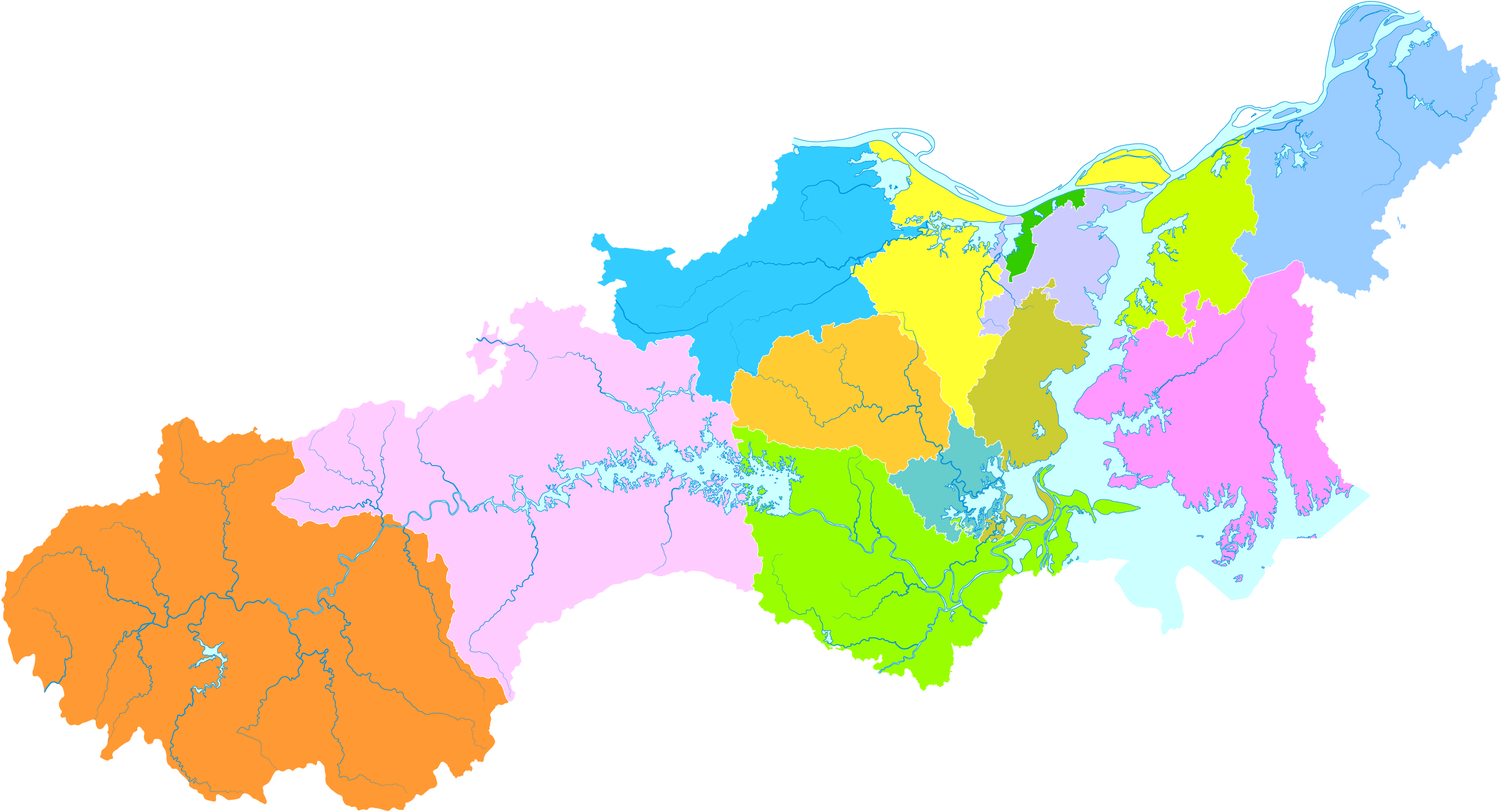
Lage von Chaisang auf dem Gebiet der Stadt Jiujiang

Der Stadtbezirk Chaisang (chinesisch 柴桑区, Pinyin Cháisāng Qū) ist ein Stadtbezirk der bezirksfreien Stadt Jiujiang in der südchinesischen Provinz Jiangxi. Er hat eine Fläche von 917 km² und zählt 333.853 Einwohner (Stand Ende 2017). Davon leben 100.760 in urbanem Siedlungsgebiet.
Der Stadtbezirk wurde im September 2017 auf dem Gebiet des ehemaligen Kreises Jiujiang gegründet.

## Administrative Gliederung
Auf Gemeindeebene setzt sich der Stadtbezirk aus zwei Straßenvierteln, fünf Großgemeinden und fünf Gemeinden, sowie einer Entwicklungszone und drei Staatsfarmen zusammen. Diese sind
- Straßenviertel Shahe (沙河街道)
- Straßenviertel Shizi (狮子街道)
- Großgemeinde Jiangzhou (江洲镇)
- Großgemeinde Chengzi (城子镇)
- Großgemeinde Gangkoujie (港口街镇)
- Großgemeinde Xinhe (新合镇)
- Großgemeinde Mahuiling (马回岭镇)
- Gemeinde Chengmen (城门乡)
- Gemeinde Xintang (新塘乡)
- Gemeinde Yongquan (涌泉乡)
- Gemeinde Minshan (岷山乡)
- Gemeinde Yong’an (永安乡)

- Wirtschafts- und Technologieentwicklungszone Shahe (沙河经济技术开发区)
- Staatsfarm Xinzhou (国营新洲垦殖场)
- Staatsfarm für Süßwasserkultur Saicheng (国营赛城湖水产养殖场)
- Staatsfarm für Forstwirtschaft Shushan (国营岷山林场)